# Мейджър Лийг Бейзбол
Главната лига по бейзбол (на английски: Major League Baseball, MLB), или Мейджър Лийг Бейзбол (МЛБ), е професионална спортна бейзболна организация в САЩ и Канада и най-старата професионална висша лига в света. Към 2022г., общо 30 клуба играят в Главната лига по бейзбол - 15 отбора в Националната лига (НЛ) и 15 отбора в Американската лига (АЛ), като 29 са в САЩ и 1 в Канада. НЛ и АЛ се формират съответно през 1876г. и 1901г. Още през 1903г. двете Лиги подписват Националното споразумение и си взаимопомагат, но остават отделени до 2000г., когато се сливат в единна организация ръководена от Комисар на бейзбола. Централата на МЛБ е в Манхатън.
Първият изцяло професионален отбор по бейзбол - Синсинати Ред Стокингс, е основан през 1869г. Преди това някои отбори тайно са заплащали на определени играчи. Първите няколко десетилетия на професионалния бейзбол се характеризират със съревнования между лигите и играчи, които често преминават от един отбор или лига в други. Периодът преди 1920г. се нарича дед-бол ера (dead-ball era), когато хоумръните са били рякост. Професионалният бейзбол в САЩ преживява скандала "Блек Бокс" - заговор за уреждане на мача за Световните серии през 1919г. Спортът добива популярност през 20-те години и оцелява потенциални спадове по време на Голямата депресия и Втората световна война. Скоро след войната, Джаки Робинсън чупи т. нар. цветна бариера на бейзбола, която не допуска чернокожи играчи.
50-те и 60-те години са времена на клубно разрастване и релокация за АЛ и НЛ. Съвременни стадиони с изкуствена трева започват да променят играта през 70-те и 80-те. Хоумръновете доминират играта през 90-те години, а журналистически разследвания в началото на XXI век разкриват употребата на анаболни стероиди сред играчи в МЛБ. През 2006г. разследване води до доклада "Мичъл", който замесва много играчи в употребата на допинг, включително поне по един играч от всеки отбор.
Всеки отбор играе по 162 мача всеки сезон, а 5 отбора от всяка лига достигат до следсезонен турнир в четири кръга, който завършва със Световните серии, шампионат във формат "най-добрия от седем" между шампионите от всяка лига, който датира от 1903г. Бейзболните мачове се излъчват по телевизията, радиото и в интернет в цяла Северна Америка и няколко други страни. МЛБ има най-високата обща посещаемаст за сезона спрямо всеки друг спорт в света с повече от 70.75 милиона зрители през 2023г.

МЛБ е втората най-богата професионална спортна лига по приходи след Националната футболна лига.

## Клубове

### Американска лига
| Дивизия | Клуб                  |     | Град                      | Стадион                  | Капацитет |
| ------- | --------------------- | --- | ------------------------- | ------------------------ | --------- |
| Изток   | Балтимор Ориълс       | BAL | Балтимор, Мериленд        | Ориъл Парк в Камдън Ярдс | 44 970    |
| Изток   | Бостън Ред Сокс       | BOS | Бостън, Масачузетс        | Фенуей Парк              | 37 755    |
| Изток   | Ню Йорк Янкис         | NYY | Ню Йорк, Ню Йорк          | Янки Стейдиъм            | 46 537    |
| Изток   | Тампа Бей Рейс        | TB  | Сейнт Питърсбърг, Флорида | Тропикана Фийлд          | 25 025    |
| Изток   | Торонто Блу Джейс     | TOR | Торонто, Онтарио          | Роджърс Сентър           | 49 282    |
| Център  | Чикаго Уайт Сокс      | CWS | Чикаго, Илинойс           | Гарантид Рейт Фийлд      | 40 615    |
| Център  | Кливлънд Гардиънс     | CLE | Кливлънд, Охайо           | Прогресив Фийлд          | 34 830    |
| Център  | Детройт Тайгърс       | DET | Детройт, Мичиган          | Комерика Парк            | 41 083    |
| Център  | Канзас Сити Роялс     | KC  | Канзас Сити, Мисури       | Кауфман Стейдиъм         | 37 903    |
| Център  | Минесота Туинс        | MIN | Минеаполис, Минесота      | Таргет Фийлд             | 38 544    |
| Запад   | Хюстън Астрос         | HOU | Хюстън, Тексас            | Минът Мейд Парк          | 41 168    |
| Запад   | Лос Анджелис Ейнджълс | LAA | Анахайм, Калифорния       | Ейнджъл Стейдиъм         | 45 517    |
| Запад   | Оукланд Атлетикс      | OAK | Оукланд, Калифорния       | Оукланд Колисеум         | 46 837    |
| Запад   | Сиатъл Маринърс       | SEA | Сиатъл, Вашингтон         | T-Mobile Парк            | 47 929    |
| Запад   | Тексас Рейнджърс      | TEX | Арлингтън, Тексас         | Глоуб Лайф Фийлд         | 40 300    |

### Национална лига
| Дивизия | Клуб                   |     | Град                      | Стидион                 | Капацитет |
| ------- | ---------------------- | --- | ------------------------- | ----------------------- | --------- |
| Изток   | Атланта Брейвс         | ATL | Атланта, Джорджия         | Труист Парк             | 41 084    |
| Изток   | Маями Марлинс          | MIA | Маями, Флорида            | ЛоунДепо Парк           | 36 742    |
| Изток   | Ню Йорк Метс           | NYM | Ню Йорк, Ню Йорк          | Сити Фийлд              | 41 922    |
| Изток   | Филаделфия Филис       | PHP | Филаделфия, Пенсилвания   | Ситизънс Банк Парк      | 42 901    |
| Изток   | Вашингтон Нешънълс     | WSH | Вашингтон                 | Нешънълс Парк           | 41 373    |
| Център  | Чикаго Къбс            | CHC | Чикаго, Илинойс           | Ригли Фийлд             | 41 649    |
| Център  | Синсинати Редс         | CIN | Синсинати, Охайо          | Грейт Американ Бол Парк | 42 901    |
| Център  | Милуоки Брюърс         | MIL | Милуоки, Уисконсин        | Американ Фемили Фийлд   | 41 700    |
| Център  | Питсбърг Пайрътс       | PIT | Питсбърг, Пенсилвания     | PNC Парк                | 38 747    |
| Център  | Сейнт Луис Кардинълс   | STL | Сейнт Луис, Мисури        | Буш Стейдиъм            | 44 383    |
| Запад   | Аризона Даймъндбекс    | ARI | Финикс, Аризона           | Чейс Фийлд              | 48 330    |
| Запад   | Колорадо Рокис         | COL | Денвър, Колорадо          | Куурс Фийлд             | 46 897    |
| Запад   | Лос Анджелис Доджърс   | LAD | Лос Анджелис, Калифорния  | Доджър Стейдиъм         | 56 000    |
| Запад   | Сан Диего Падрес       | SD  | Сан Диего, Калифорния     | Петко Парк              | 40 209    |
| Запад   | Сан Франциско Джайънтс | SF  | Сан Франциско, Калифорния | Оракъл Парк             | 41 331    |